# گرن ایکر (داکوتای شمالی)
گرن ایکر(به انگلیسی: Green Acres) شهری در ایالت داکوتای شمالی کشور ایالات متحده آمریکا است که جمعیت آن در سرشماری سال ۲۰۱۰ میلادی، ۵۷۵ نفر بوده‌است.